# Овсяновка (Тамбовская область)
Овсяновка — село в Кирсановском районе Тамбовской области России. Входит в состав Ленинского сельсовета.

## География
Село находится в восточной части Тамбовской области, в лесостепной зоне, в пределах Окско-Донской равнины, к западу от реки Ворона, на расстоянии примерно 6 км (по прямой) к северу от города Кирсанов, административного центра района. Абсолютная высота — 135 м над уровнем моря.
Часовой пояс
Село Овсяновка, как и вся Тамбовская область, находится в часовой зоне МСК (московское время). Смещение применяемого времени относительно UTC составляет +3:00.

## История
По данным 1926 года имелось 109 хозяйств и проживало 513 человек (238 мужчин и 275 женщин). В административном отношении село входило в состав Пригородной волости Кирсановского уезда Тамбовской губернии.

## Население
| 2010 |
| ---- |
| 126  |

Половой состав
По данным Всероссийской переписи населения 2010 года, в гендерной структуре населения мужчины составляли 51,6 %, женщины — соответственно 48,4 %.
Национальный состав
Согласно результатам переписи 2002 года, в национальной структуре населения русские составляли 94 % из 132 чел.

## Улицы
- ул. Булыжовка,
- ул. Молодёжная,
- ул. Овсяновская[6].